# Anachalcis major
Anachalcis major är en stekelart som beskrevs av Boucek 1952. Anachalcis major ingår i släktet Anachalcis och familjen bredlårsteklar.
Artens utbredningsområde är Turkiet. Inga underarter finns listade i Catalogue of Life.